# Walk. Ride. Rodeo.
Walk. Ride. Rodeo. è un film del 2019 diretto da Conor Allyn.
Pellicola biografica statunitense con la sceneggiatura di Sean Dwyer e Greg Cope White. Nel cast figurano Missi Pyle, Spencer Locke, Bailey Chase, e Sherri Shepherd.

## Trama
Amberly Snyder è una giovane barrel racer già avviata sulla strada del successo. Un giorno, mentre sta guidando, perde il controllo della sua auto che si cappotta, sbalzandola fuori. L'incidente le causa la paralisi delle gambe. Dopo i primi attimi di disperazione la ragazza non si abbatte, tanto che durante la prima riabilitazione afferma che i suoi obiettivi sono "Camminare. Cavalcare. Fare il Rodeo". Il sogno diventa presto realtà, tanto che in soli quattro mesi è di nuovo in sella al suo Power. L'allenamento è duro e intenso e non mancano gli imprevisti, ma l'intrepida fantina riesce comunque a partecipare alla prestigiosa American, piazzandosi sul podio.

## Produzione
Il 28 luglio 2018 è stato annunciato che era iniziata la produzione di un nuovo film Netflix intitolato Walk Ride Rodeo sulla vita della campionessa di rodeo Amberley Snyder, rimasta paralizzata durante un incidente. È stato successivamente annunciato il cast del film.
Le riprese principali sono iniziate nel Nuovo Messico nel luglio 2018. Il trailer è stato pubblicato il 7 febbraio 2019.